# パウル・ベッカー

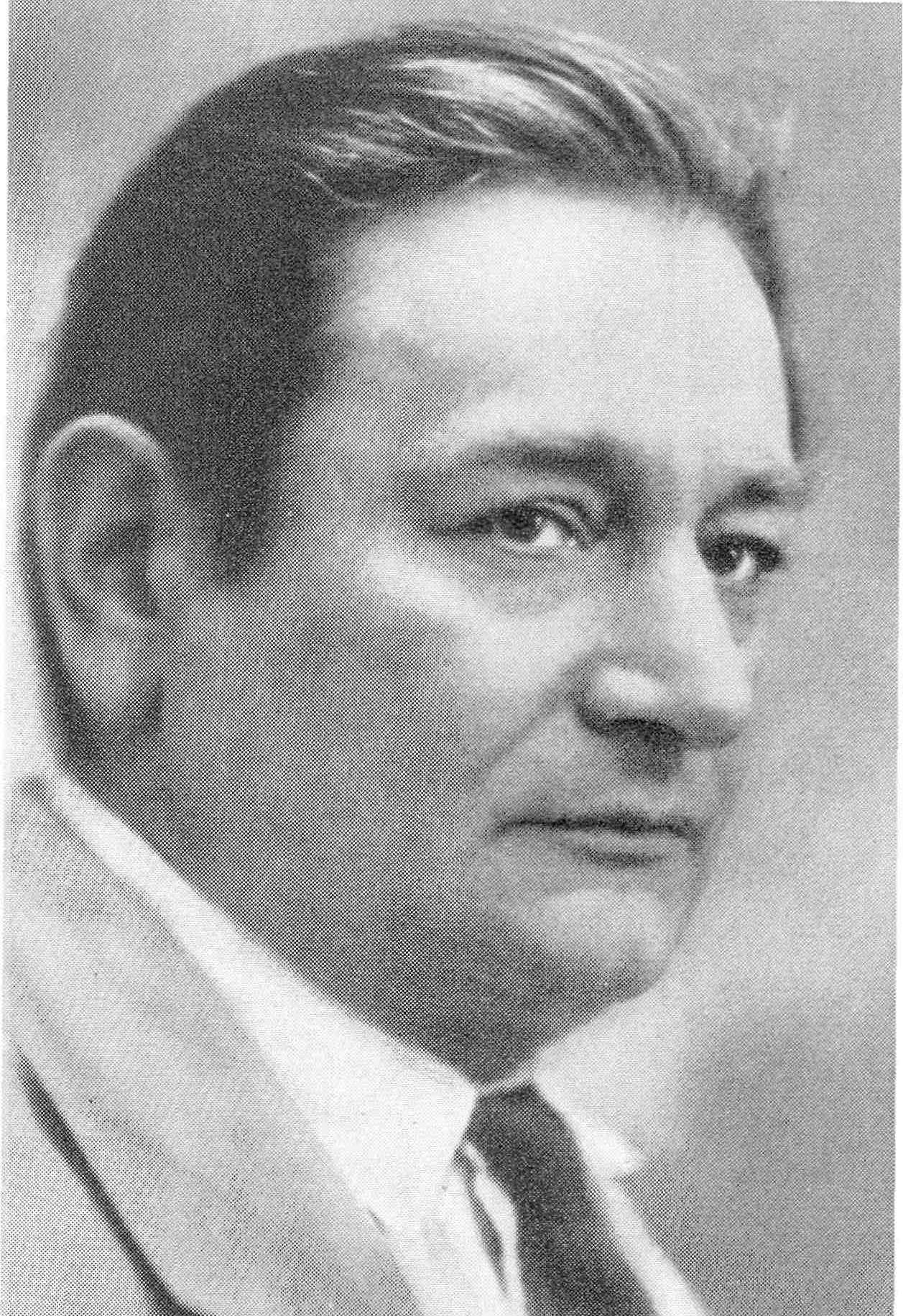
パウル・ベッカー (1925年から1927年ごろ)

マックス・パウル・オイゲン・ベッカー（Max Paul Eugen Bekker、1882年9月2日 ベルリン – 1937年3月13日 ニューヨーク）は、1920年代半ばまで活躍したドイツの音楽評論家。言論活動に加えて、指揮者や劇場の音楽監督としても活動した。

## 略歴
ファビアン・レーフェルトやベンノ・ホルヴィッツにヴァイオリンを、アルフレート・ゾルマンにピアノを師事。ヴァイオリニストとしてベルリン・フィルハーモニー管弦楽団においてデビューし、その後は指揮者としてアシャッフェンブルクやゲルリッツに赴く。1906年より音楽評論家や文筆家となり、「ベルリン新報」紙上に、1909年からは「ベルリン報知新聞」に、1911年から1922年まで「フランクフルト日報」に寄稿した。1919年にはドイツ語圏の現代音楽を紹介する際、「新音楽」という新語で紹介した。グスタフ・マーラーやフランツ・シュレーカー、アルノルト・シェーンベルク、エルンスト・クレーネクが、新音楽に該当する作曲家であることを世界で初めて定義した。この定義は現在でもドイツで使用されている。
1925年にレオ・ケステンベルクの提案による成人教育を目指した偏見の無い文化政策のために、まずカッセル州立劇場の総支配人に任命された。1927年からはヴィースバーデン・ヘッセン州立劇場の総支配人に任命された。だが1933年に、ユダヤ人だったために解任され、その翌年にアメリカ合衆国に亡命した。アメリカでは、とりわけ亡命報道機関の依頼によってペンを握った。晩年は英語で執筆した。
生涯に三度の結婚をし、二度目の結婚相手で美術家のハンナ・ベッカー＝フォム・ラートは、芸術教育の新しい道を基礎付けた。ベッカー夫妻は第二次世界大戦後、異国にあって、ドイツが再び文化国家としての評価を取り戻せるように尽力した。その間ふたりは、北米や南米や南アフリカ、インドにおいて講演し、展覧会を催した。1947年には、フランクフルト証券取引所に美術品の展示室を設けた。

## 著作選

### ドイツ語で出版された著書
- Jacques Offenbach, 1909年
- Beethoven, Schuster & Löffler, Berlin 1911年
- Das deutsche Musikleben. Versuch einer soziologischen Musikbetrachtung, 1916年
- Politik und geistige Arbeit, 1908年
- Die Sinfonie von Beethoven bis Mahler, 1918年
- Franz Schreker, 1919年
- Neue Musik, 1919年
- Kunst und Revolution, 1919年
- Die Weltgeltung der deutschen Musik, 1920年
- Gustav Mahlers Sinfonien, 1921年
- Kritische Zeitbilder (Gesammelte Schriften 1), 1921年 – 1926年 Artikel aus der Frankfurter Zeitung 1911 – 1921年
- Klang und Eros (Gesammelte Schriften 2), 1922年 – 1943年 Artikel aus der Frankfurter Zeitung 1907 – 1922年
- Deutsche Musik der Gegenwart, 1922年
- Neue Musik (Gesammelte Schriften 3), 1923年 – sechs Vorträge 1917年 – 1921年
- Richard Wagner. Das Leben im Werke, 1924年
- Von den Naturreichen des Klanges. Grundriss zu einer Phänomenologie der Musik, 1924年
- Musikgeschichte als Geschichte der musikalischen Formwandlungen, 1926年
- Materiale Grundlagen der Musik, 1926年
- Organische und mechanische Musik, 1927年 – fünf Essays 1923年 – 1925年
- Das Operntheater, 1930年
- Briefe an zeitgenössische Musiker, 1932年
- Wandlungen der Oper, 1934年

### 英語で出版された著書
- The Story of the Orchestra, 1936年 (erste deutsche Ausgabe: Das Orchester. Geschichte, Komponisten, Stile, Kassel 1989年)

### 往復書簡
- Paul Bekker/Franz Schreker: Briefwechsel. Mit sämtlichen Kritiken Bekkers über Schreker, hrsg. von Christopher Hailey, Aachen 1994年

### 日本語に翻訳された著書
- 太田太郎訳 『西洋音楽史』、「音楽教育叢書 第9編」京文社、1929年 絶版
- 武川寛海訳『ドイツの音楽生活 社会篇』（楽苑社、1943年[注釈 1]）絶版
- 武川寛海訳『ベートーヴェンよりマーラーまでの交響曲』（管楽研究会、1942年 → 音楽文庫、1952年[注釈 2]）絶版
- 大田黒元雄訳『ベエトオヴェン』（第一書房、1931年 → 『ベートーヴェン』、音楽文庫〔音楽之友社〕上下、1953年 → 『ベートーヴェン』、音楽之友社、1970年[注釈 3]）絶版
- 河上徹太郎訳 『西洋音楽史』 創元社、1941年 → 創元文庫、1951年 → 新潮文庫、1955年・角川文庫、1955年 → 新潮社、1972年 → 河出文庫、2011年 (Kindle対応、河出文庫版は入手可能[注釈 4])
- 松村哲哉訳 『オーケストラの音楽史:大作曲家が追い求めた理想の音楽』 (白水社、2013年、新装版2022年、Kindle対応[注釈 5])